# Castle in the Air
O Castelo no Ar (Castle in the Air) é um livro escrito por Diana Wynne Jones, lançado em 1990. A história se passa em Ingari, a mesma terra que em Howl's Moving Castle.
O protagonista é Abdullah, um jovem mercador de tapetes e o livro conta suas aventuras e seu caminho acaba cruzando com Howl, Sophie e o bebê deles, Morgan.

## Sinopse
Abdullah é um humilde vendedor de tapetes que vive no sultanato de Rashput, a sul de Ingary, e desde criança gostava de sonhar acordado. Em seus sonhos ele é o filho desaparecido de um grande príncipe e acabou sendo adotado por um mercador de tapetes.
Um dia um viajante estranho entra tenda oferecendo para venda um tapete voador. Abdullah não tem certeza se o tapete funciona mas após muita barganha o acaba comprando por uma bagatela. Naquela noite Abdullah usa seu infalível sistema antifurto, coloca o tapete mágico no topo dos seus tapetes mais caros e dorme sobre eles.
Ele acorda durante a noite e para sua surpresa se encontra em um lindo jardim, melhor do que qualquer um que ele já tinha imaginado. Ao andar pelo jardim ele encontra uma linda garota chamada Flor da Noite que ficou muito curiosa a respeito de Abdullah. Os dois começam a conversar, mas Abdullah não consegue convencê-la que ele não é uma mulher.
Flor da Noite nunca saiu de casa e nunca viu um homem além de seu pai e por isso Abdullah resolve que, sonho ou não sonho, ele vai voltar na noite seguinte e trazer para Flor da Noite desenhos de vários tipos de homens.
No dia seguinte Abdullah não lembra como fez para fazer o tapete voar e chega a conclusão de que ele deve ter dito as palavras mágicas enquanto dormia, mas compra os desenhos que prometeu e na noite seguinte dorme em cima dele de novo. Depois de ver os desenhos Flor se convence que Abdullah é um homem e fica irritada com o modo como seu pai esconde as coisas dela. Ela conta que sua mão foi prometida a um Príncipe de Ingary, mas que decidiu que prefere casar com Abdullah e os dois decidem fugir.
Ainda sem a tal palavra mágica, ele volta para sua casa para juntar a maior quantia de dinheiro que pudesse e à noite dorme no tapete. Quando chega ao jardim vê Flor da Noite ser seqüestrada por um enorme gênio.
Abdullah é capturado pelos guardas pelo Sultão. Ele descobre que Flor é a filha do Sultão e que uma profecia disse que ela iria casar com o primeiro homem, além do pai, que visse. O Sultão está irado por que seus planos para casar Flor com o Príncipe de Ingary deram errado e resolve achar sua filha, casá-la com Abdullah e então matá-lo para que ela case com outra pessoa.
Ele é salvo por seu tapete mágico, que lhe foi levado pelo cachorro de seu vizinho Jamal que havia dormido em cima dele e sonhado com Abdullah. Ele foge da cidade e chega a um oásis onde arranja briga com uns bandoleiros. Ele consegue se livrar deles com a ajuda de um Gênio muito mal-humorado que diz que vai realizar só um desejo por dia e do modo que faça o pior dano possível!
Abdullah está determinado a salvar sua amada. Mas suas possibilidades não parecem animadoras com só um tapete voador não muito confiável e um gênio mal-humorado para ajudá-lo.